# Kopete
Kopete is het chatprogramma van KDE en TDE. Er is ondersteuning voor AIM, Gadu-Gadu, ICQ, IRC, Jabber, XMPP (inclusief Jingle), Yahoo!, sms en Groupwise. In het programma staan alle contactpersonen in dezelfde lijst, onafhankelijk van het gebruikte protocol. Het is in dat opzicht vergelijkbaar met Instantbird.
Kopete kan gekoppeld worden aan het adresboek van KDE en TDE, zodat de aanwezigheid in het adresboek zichtbaar is. Versie 1.0 verscheen op 9 februari 2010.